# كنوز الثلج
كنوز الثلج هي رواية للأطفال من تأليف ماري ماكسويغان. تقع في النرويج التي احتلتها النازية في الحرب العالمية الثانية، وهي تحكي قصة العديد من الأطفال النرويجيين الذين يستخدمون الزلاجات لتهريب السبائك الذهبية في بلادهم عبر الحراس الألمان إلى سفينة تنتظرهم، نُشرت في عام 1942، وتم تحويل الكتاب إلى فيلم يحمل نفس الاسم في عام 1968، من إخراج إيرفينج جاكوبي.